# Édouard Schuré
Philippe Frédéric Édouard Schuré (21. ledna 1841, Štrasburk – 7. dubna 1929, Paříž) byl francouzský spisovatel, filozof a muzikolog. Světovou proslulost mu přineslo jeho dílo Les Grands Initiés. Esquisse de l’histoire secrète des religions (Velcí zasvěcenci: tajné dějiny náboženství), které věnoval významným mytologickým postavám a myslitelům jakými byli Ráma, Kršna, Hermés, Mojžíš, Orfeus, Pythagoras, Platon a Ježíš Kristus, a které je stále znovu vydáváno a překládáno do řady jazyků.

## Život

### Mládí (1841 – 1865)

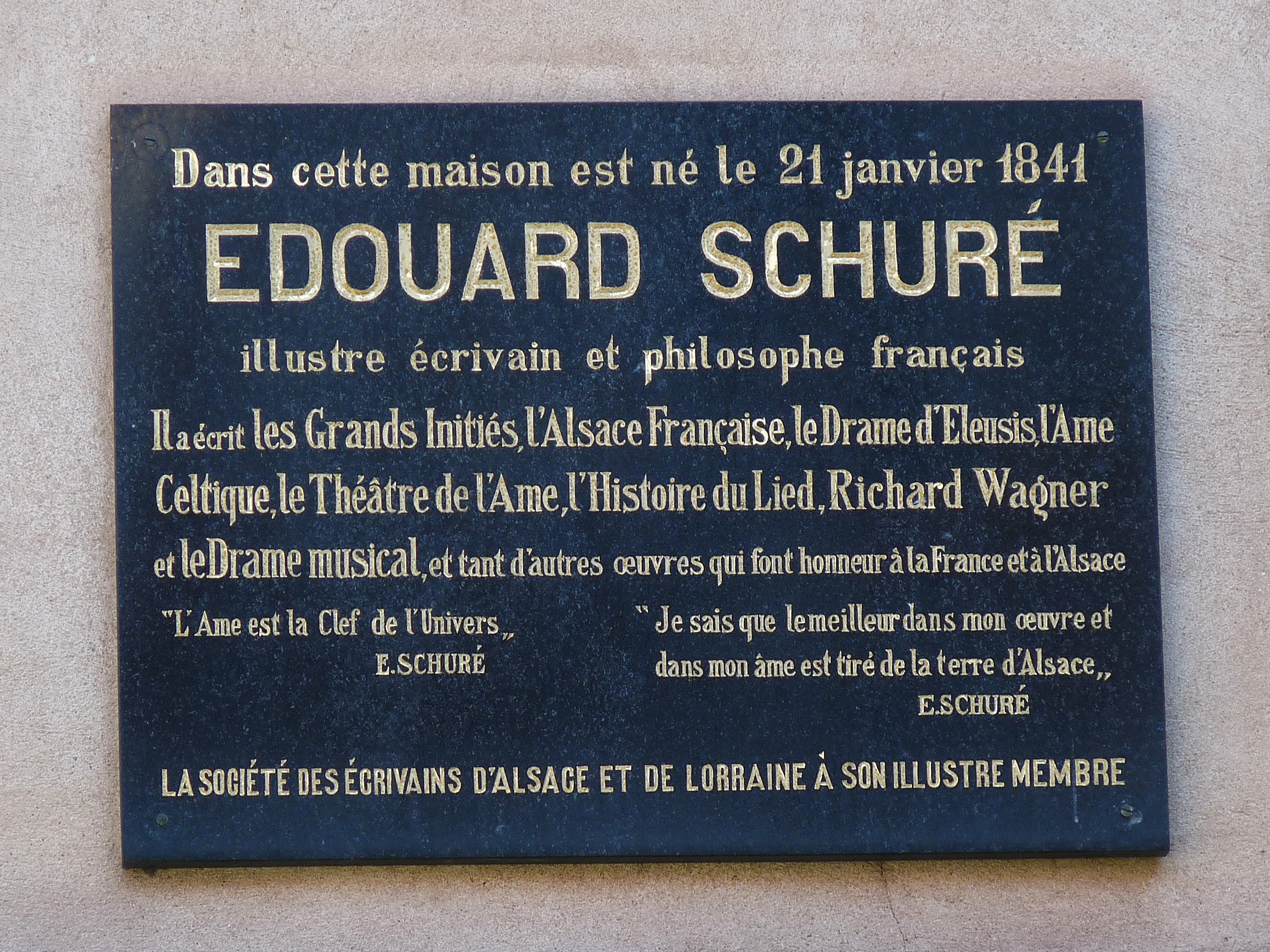
Pamětní deska na rodném domě ve Štrasburku

Narodil se 21. ledna 1841 ve Štrasburku, v rodině protestantského lékaře Jeana Frédérica Schuré a jeho ženy Sophie Pauline Bloechelové jako jediný syn. Jeho starší sestra Pauline Adèle zemřela na zápal plic, když jí bylo pět měsíců. Matka zemřela na zánět pobřišnice, když mu byly 4 roky. O deset let později zemřel i jeho otec a mladý Édouard žil až do svých 20 let u svého profesora historie na gymnáziu Jeana Sturma.
Po maturitě se zapsal ke studiu na Právnické fakultě, aby udělal radost svému dědečkovi z matčiny strany, který tam byl děkanem. Studia práv ho ale příliš nebavila a většinu odpolední trávil na Filozofické fakultě, kde sympatizoval s mladými studenty a umělci a zamiloval si především literaturu a umění. Mezi jeho nejbližší přatelé patřili hudební skladatel Victor Nessler, s jehož sestrou Mathildou se oženil, a historik Rodolphe Reuss.
Ještě před dokončením studií práv se rozhodl, že se bude věnovat poezii. V roce 1860, po smrti obou prarodičů, zdědil jejich majetek a renta mu umožnila věnovat se bez obav svým zájmům. V roce 1861 získal právnický titul ale právnickou praxi nenastoupil a s velkým zájmem se pustil do studia děl proslulých filozofů. (Descartes, Spinoza, Kant, Hegel, Schelling, Schopenhauer). Největší vliv na něj mělo dílo Georga Friedricha Creuzera Symbolik und Mythologie der alten Völker, které ho inspirovalo v jeho další literární činnosti.
V roce 1864 odcestoval do Německa, aby shromáždil materiál pro svoji práci Histoire du Lied ou de la chanson populaire en Allemagne, na které začal pracovat již na gymnáziu, pod vedením jednoho ze svých učitelů, německého uprchlíka Alberta Grüna, který v něm vzbudil zájem o německou kulturu a filozofii. Alsasan Édouard Schuré tak získal otevřený přístup k oběma kulturám, německé i francouzské.
Tři hlavní etapy jeho následujícího života ovlivnily zásadním způsobem tři osoby: Richard Wagner, Marguerite Albana Mignaty a Rudolf Steiner.

### Richard Wagner (1865 – 1876)
10. června 1865 se Édouard Schuré zúčastnil premiéry Wagnerovy opery Tristan a Isolda v Mnichově a setkal se osobně se skladatelem. Na Wagnerův podnět následovalo několikeré setkání a když Schuré odjel z Německa, rozvinula se mezi nimi přátelská korespondence. Schuré byl Wagnerovým dílem hluboce ovlivněn a věnoval mu později jeden svazek svého díla Histoire du Drame musical nazvaný Richard Wagner, son œuvre et son idée (1895) a vzpomínkovou knihu  Souvenirs sur Richard Wagner.
18. října 1866 se oženil s Mathildou Nesslerovou, sestrou svého přítele ze studií Victora Nesslera; manželé se usadili v Paříži.
Když vypukla v roce 1870 prusko-francouzská válka, ovlivnilo to i vztah Francouzů k německé kultuře a umění. Schuré se však svého obdivu k dílu Richarda Wagnera nevzdal a navzdory Wagnerovým protifrancouzským výpadům, obhajoval jeho hudbu jako hluboce univerzální. V roce 1873 se setkal s německým filosofem Friedrichem Nietzschem s nímž sdílel své nadšení pro dílo Richarda Wagnera.
Schuré se setkal s Wagnerem naposledy v roce 1876 na prvním ročníku Hudebních slavností v Bayreuthu. Pak ale přestal přijímat Wagnerovo pozvání k dalším setkáním a přestože byl i nadále zastáncem univerzálního charakteru jeho hudby, stále více mu vadily Wagnerovy útoky proti Francii, jeho extrémní nacionalismus a pruský šovinismus. Schuré naopak začal ve svém díle oslavovat vše keltské (Francie) a negativně se stavěl k teutonismu (Německo).

### Marguerite Albana Mignaty (1871 - 1887)
Při cestě do Itálie v roce 1871, kam cestoval na pozvání německé spisovatelky a překladatelky Malwidy von Meysenburg, se Schuré ve Florencii setkal s o dvacet roků mladší literátkou a spisovatelkou jménem Marguerite Albana Mignaty, původem z Korfu, která zde pořádala literární salon. Její krása, řecké kořeny, anglické vzdělání, esoterické zkušenosti nabyté v Indii, spolu se smyslem pro umění a literaturu způsobily, že k ní byl Schuré neodolatelně přitahován. Každé léto pak pobýval v Itálii, ve Florencii, aby mohl být Marguerite nablízku. Později ji označil za svoji osudovou ženu a múzu, přestože byl ženatý. Jejich vztah trval až do Margueritiny smrti v roce 1887. Napsal jí téměř 9000 dopisů, které jsou nyní uloženy v archivu ve Strasbourgu. Byla hlavní iniciátorkou jeho nejznámějšího díla Les Grands Initiés... (1900), které věnoval její památce. Schuré také napsal její životopis, který vyšel knižně spolu s její esejí o italském renesančním malíři Correggiovi pod názvem
Le Corrège, sa vie et son œuvre, précédé́ d'un essai biographique sur Marguerite Albana.

### Rudolf Steiner (1900-1929)
V roce 1900 dílo Les Enfants de Lucifer, publikované spolu s La Sœur gardienne. vzbudilo pozornost Marie von Sivers, teosofistky a pozdější druhé ženy Rudolfa Steinera. Aniž by se s Édouardem Schuré znala osobně, projevila přání přeložit jeho díla do němčiny. Jejím prostřednictvím se Édouard Schuré v německé sekci Teosofické společnosti setkal s rakouským filosofem a později i zakladatelem antroposofie Rudolfem Steinerem.
V roce 1906 přijel Rudolf Steiner, jako generálním tajemník německé sekce Teosofické společnosti, do Paříže, aby zde uspořádal cyklus přednášek o esoterii. Jeho přednášky spolu s příspěvky Éduarda Schuré byly publikovány v časopise La Science Spirituelle pod názvem Esquisse d'une Cosmogonie psychologique a shrnuty v knize L'ésotérisme chrétien.
V roce 1907 se Édouard Schuré stal členem Teosofické společnosti. Na jeho pozvání ho navštívili Rudolf Steiner a Marie von Sivers v jeho venkovském domě poblíž městečka Barr v Alsasku. Na požádání hostitele zde Rudolf Steiner napsal krátkou autobiografickou esej, která je známá jako Document de Barr.
Schuré zase souhlasil s tím, aby jeho drama  Les Mystères d'Eleusis bylo hráno na Teosofickém kongresu v Mnichově.
V roce 1913 vystoupil Schuré z Teosofické společnosti, podporuje Steinerův názor o univerzální roli Krista a nemožnosti nové inkarnace, jak tvrdili britští teosofisté Annie Besant a Charles W. Leadbeater.
Po vyhlášení 1. světové války se Schuré cítil příliš obklopen pangermanismem a přes přetrvávající obdiv a úctu k Rudolfu Steinerovi, opustil Antroposofickou společnost, kterou Steiner založil, což bylo pro něho velmi bolestné.
Ke smíření se Steinerem došlo v roce 1921 na akci "Francouzské týdny", pořádané v sídle Antroposofické společnosti Goetheanum v Dornachu.
Čtyři roky po Rudolfu Steinerovi, v roce 1929, zemřel Édouard Schuré v Paříži ve věku 88 let.

## Dílo

### Eseje (výběr)
- 1868 Histoire du Lied ou la chanson populaire en Allemagne (Historie písně aneb lidová píseň v Německu)
- 1875 Le drame musical. Richard Wagner, son œuvre et son idée, 2. svazek (Hudební drama. Richard Wagner, jeho dílo a jeho myšlenka)
- 1889 Les Grands Initiés. Esquisse de l’histoire secrète des religions, (česky Velcí zasvěcenci: tajné dějiny náboženství, překlad: Jan Kratochvíl, Praha 1926, překlad: Jiří Mikula, Havířov, 1996)
- 1893 Les grandes légendes de France (Velké francouzské legendy)
- 1898 Sanctuaires d’Orient (Posvátná místa Orientu)
- 1904 Précurseurs et révoltés (Předchůdci a vzbouřenci)
- 1908 Femmes inspiratrices et poètes annonciateurs (Ženy inspirátorky a básníci zvěstovatelé)
- 1912 L’évolution divine du sphinx au Christ (Boží vývoj od Sfingy ke Kristu)
- 1920 Les prophètes de la renaissance (Proroci obrození)
- 1920 L’âme celtique et le génie de la France à travers les âges (Keltská duše a duch Francie v průběhu věků)

### Poezie
- 1877 Les chants de la Montagne (Písně hor)
- 1893 La vie mystique (Mystický život)
- 1909 L'Âme des temps nouveaux (Duše nové éry)

### Romány
- 1879 Mélidona
- 1897 L'Ange et la Sphinge (Anděl a Sfinga)
- 1899 Le Double (Dvojník)
- 1907 La Prêtresse d’Isis (Légende de Pompéi), (česky Kněžka Isidina: Legenda z Pompejí, překlad: Jiří Hynais, Praha, 1927)

### Divadelní hry
- 1887 Vercingétorix (drama o 5 dějstvích)
- 1890 Le drame sacré d’Éleusis (Posvátný Eleusis)
- 1902 La Roussalka (Rusalka)
- 1900 Les enfants de Lucifer (Luciferovy děti)
- 1900 La Sœur gardienne (Sestra opatrovnice)
- 1902 L'Ange et la Sphynge (Anděl a Sfinga)
- 1905 Léonard de Vinci (Leonardo da Vinci)
- 1905 Rêve élusinien à Taormina (Taorminin jasný sen)
- 1913 La Druidesse (Druidská kněžka)
- 1921 Merlin l'enchanteur (Okouzlující Merlin)

### Autobiografie
- 1928 Le rêve d’une vie. Confession d’un poète (Sen jednoho života. Zpověď básníka)

### Překlady do češtiny
- Eduard Schüré. Velcí zasvěcenci. Tajné dějiny náboženství. Nakladatelství Zmatlík a Palička, 1926. 458 str.